# الکسی گوسکف
الکسی گنادیویچ گوسکف (روسی: Алексей Геннадьевич Гуськов؛ زادهٔ ۲۰ مهٔ ۱۹۵۸) بازیگر و تهیه‌کننده فیلم اهل روسیه است. وی از سال ۲۰۰۳ عضو روسیه واحد است و در سال ۲۰۱۴ از الحاق کریمه توسط فدراسیون روسیه حمایت کرد. وی در حمایت از این الحاق، یکی از ۸۵ امضاکننده نامه‌ای است که برخی چهره‌های فرهنگی و سرشناس روسیه به ولادیمیر پوتین نوشتند.
وی همچنین برندهٔ جوایزی همچون هنرمند مردمی روسیه و نشان دوستی شده‌است.
او در فیلم کنسرت بازی کرده‌است.